# Ploceus pelzelni
El tejedor de Pelzeln (Ploceus pelzelni) es una especie de ave paseriforme de la familia Ploceidae propia de África central.

## Distribución y hábitat

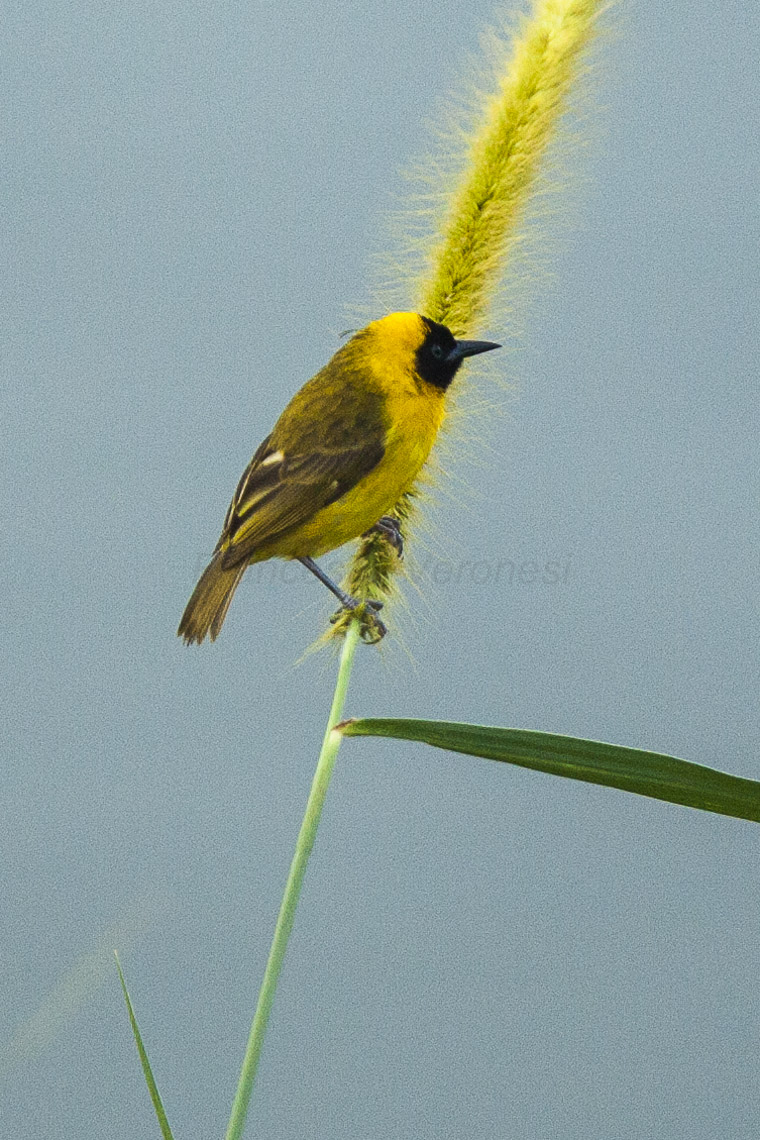
Macho en Uganda.

Se encuentra en los humedales de África central; distribuido por Angola, Burundi, Camerún, Costa de Marfil, Gabón, Ghana, Kenia, Nigeria, República del Congo, República Democrática del Congo, Ruanda, Sierra Leona, Sudán del Sur, Tanzania, Togo, Uganda y Zambia.